# Tatton Sykes (5e baronnet)
Tatton Sykes, 5e baronnet (13 mars 1826 - 4 mai 1913) est un propriétaire foncier anglais, éleveur de chevaux de course, constructeur d'église et excentrique.

## Biographie
Il est le fils aîné de Tatton Sykes (4e baronnet) et de Mary Ann Foulis, et devient baronnet Sykes à la mort de son père en 1863 et hérite de Sledmere House. Son frère est le député conservateur Christopher Sykes (en).
Le 3 août 1874, à l'âge de 48 ans, il épouse Christina Anne Jessica Cavendish-Bentinck, fille de George Cavendish-Bentinck et de Prudentia Penelope Leslie. Sa femme a 30 ans de moins que lui et ce n'est pas un mariage heureux. Le couple s'est finalement séparé, Tatton reniant les futures dettes de sa femme.
Sykes meurt en mai 1913 à l'âge de 87 ans et est remplacé comme baronnet par son fils Mark.